# Чорногорський національний парк
Чорногорський національний парк — перший національний парк на території сучасної України. Діяв в 1936—1939 рр. в Івано-Франківській області на площі 1534 га. Був створений польським міністерством лісів.

## Організація Чорногорського національного парку
У 1921 р. польський ботанік і природоохоронець В. Шафер добився від Польського міністерства лісів припинення використання лісових ресурсів на Чорногорі на площі 140 га і високогірних лугів в урочищі Данцер площею 307,5 га. Усю заповідну територію було захищено колючим дротом. У 1929 р. чорногорський резерват вже мав 900 га. До речі, ще в 1924 р. було уперше запропоновано створити на Чорногорі спільний польсько-чехословацький резерват. Потім цей об'єкт в 1927—1932 рр. було заповідано на площі 1534 га, і реорганізовано наприкінці 1936 р. у Чорногорський національний (народний) парк. У 1939 р., у зв'язку з приєднанням Західної України до території УРСР, Чорногорський національний парк перестав існувати.

## Спроби збереження
21 грудня 1940 р., за клопотанням АН УРСР, керівник українського уряду Корнієць підписав постанову № 1699 «Про організацію державних заповідників „Чорногора“ і „Горгани“ в Станіславській області». «Чорногора» мала 66 тис. га. Заповідники повинні були знаходитися у веденні Главку по заповідниках РНК УРСР.
31 січня 1941 р. РНК УССР прийняла постанову «Про рубки лісу у державних заповідниках „Чорногора“ і „Горгани“ Станіславської області». Дозволивши в них проведення усіх видів рубок. На жаль, обидва заповідники так і не встигли створити — почалася війна .
У 1980 р. був створений Карпатський національний природний парк, куди увійшла територія колишнього Чорногорського національного парку.